# Як керувати урядом. На користь громадян і для спокою платників податків
«Як керувати урядом. На користь громадян і для спокою платників податків» (англ. How to Run a Government: So that Citizens Benefit and Taxpayers Don't Go Crazy)  — книга Майкла Барбера, британського педагога, засновника та голови «Delivery Associates» (консультативної фірми, зосередженої на співпраці з урядами та іншими організаціями, щоб допомогти їм забезпечити кращі результати для громадян). Вперше вийшла 12 березня 2015 року у британському видавництві «Penguin». Українською мовою книга перекладена та опублікована 2019 року видавництвом «Наш формат» (перекладач — Катерина Диса).

## Огляд книги
Мільярди громадян в усьому світі розчаровані своїм урядом. Чому так відбувається? І що можна з цим зробити? Спираючись на власний багатий міжнародний досвід, Майкл Барбер дає слушні поради щодо способів довготривалого покращення суспільного життя. Що варто робити політичним лідерам, щоб не лише анонсувати, а й виконувати свої обіцянки так, щоб усі залишилися задоволені.
Від Даунінг-стріт до Пенджабу, від Карла I до Вінстона Черчилля, книга показує, що кращі політичні рішення лежать не в умілому оперуванні ідеологією, а у визначенні чітких пріоритетів та ретельного планування.

## Основний зміст
Опираючись на власний досвід та спостереження, Майкл Барбер пропонує поглянути на роботу виконавчої влади зсередини — очима самої влади. Він проводить аналіз викликів, з якими зіштовхуються політичні організації різних країн та континентів, на основі чого виділяє схожі їх проблеми та пропонує власні ефективні техніки вирішення.
Зокрема, автор розглядає важливість пріоритетів та дилеми, що їх стосуються, досліджує стратегії реорганізації діяльності уряду, пропонує п'ять парадигм реформ, оцінки ефективності діяльності виконавчих органів влади. А також проблеми грошей та платників податків у контексті очікувань та реальних результатів. В цілому безліч корисної інформації, як реформувати державний сектор.

## Відгуки
«Одна з кращих книг, написаних про британський уряд за багато років», — Вернон Богданор, Financial Times
«Майкл Барбер — джерело натхнення і мудрості», — Ендрю Адоніс, політик, вчений, журналіст Британської лейбористської партії
«Відмінна книга з масою мудрих, а головне практичних думок… подих свіжого повітря!» — Девід Лінс Уіллеттс, політик, консерватор, академік англійської Консервативної партії

## Переклад українською
- Майкл Барбер. Як керувати урядом. На користь громадян і для спокою платників податків / пер. Катерина Диса. — К.: Наш Формат, 2019. — ISBN 978-617-7682-62-1.